# チャゲチャ
『チャゲチャ』は、澤井啓夫による日本の漫画作品。『週刊少年ジャンプ』（集英社）2008年度42号から49号まで連載。全8話。単行本は全1巻。

## 概要
不良たちの荒唐無稽な戦いを描くギャグ漫画で、澤井にとっては代表作『ボボボーボ・ボーボボ』に続く2度目の『ジャンプ』連載である。本作品のジャンルは「よい子の低学年向けヤンキー漫画」としている。連載話数の単位は「不良（ヤンキー）」で、最終話は「8」をもじって「不良∞」と表記されている。
短期集中連載等の当初から早期終了予定だった連載作品を除くと、本作の8週での連載終了は、2024年現在『週刊少年ジャンプ』史上最短である。

## ストーリー
全国各地からヤンキーボーイ（不良高校生）たちが集まる大都市・暮東京（グレとうきょう）。不良たちが注目される激ヤンキー時代の幕開けの中、一人のヤンキーが暮東京に現れた。

## 用語
暮東京（グレとうきょう）
不良たちの憧れの場所となる大都市。グレ袋、ヤン宿など、街は不良たちで溢れ返っている。
ヤン校（ヤンこう）
ヤンキーが通っている高校。各高校で熾烈な勢力争いを繰り広げている。
グレ掟
不良により普通の高校生たちに課せられる掟。
人間川流し（にんげんかわながし）
グレ掟の一つ。普通の高校生たちをスイカと共に川に流す。スイカは自力で戻ってくる。
ヤン気ー
一流の不良が身につけるオーラ。グレればグレるほどそのレベルは上がる。個人によってヤン気ーは色や形が様々だが、オーラが大きければ大きいほど強いということが分かる。
極ヤン気ー
強大なヤン気ーを持つ者同士が気を合わせたときに発動する。
ヤン技、ヤン必殺技
ヤンキーたちの戦闘用の技。必殺技は個人によって異なり、マッハ系など様々なタイプが存在する。
鷹（たか）
南冷砕雲館高校専属の伝令。伝言ゲーム式で伝えられ、伝えられる内容は最終的には7割程度になる。
ランク戦
ヤンキー高校のランクを決めるために行われるヤン高同士の戦い。7対7の30分デスマッチで生き残った人数が多い方が勝利校となる。ステージは様々なものが存在し、隠し武器なども存在する。

## 登場人物

### 激熱高校
チャゲチャたちが通うヤン校。元はA級ヤン校だったが、南冷砕雲館高校に敗れてドブ行きになった。
チャゲチャ
本作品の主人公。赤髪のドレッドヘアで、鼻の両側に傷があり眼鏡をかけ、白い帽子と白いスーツを着用している。激熱高校3年生。正義感にあふれ、ガラの悪い連中は許さない性質である。家賃8万5000円の自動販売機に住んでいる。心臓に圧力をかけ生命エネルギーを引き出すことでヤン必殺技「人間自動二輪」が使える。
マサト
激熱高校1年生。暮東京へ戻ってきたチャゲチャと電車の中で出逢い、行動を共にすることになる。
河合ヒマワリ（かわい ひまわり）
激熱高校1年生の気の強い少女。B級ヤン高の下っ端を一掃できる実力者である。巨大なボウリング型の携帯ストラップを利用した「マッハ系」ヤン技を使う。チャゲチャの激熱高校復学を拒むものの、その一方で彼のことを気にしてもいる。
鷲尾甲山（わしお こうざん）
激熱高校2年生。今までの激熱高校のメンバーを仕切っていた。登場人物の中ではかなりまともな人物で、主にドラ次のツッコミに回ることが多い。ヤン技は「剣系」。若菜の暴走を止めることができる唯一の人物である。若菜の暴走はネコジャラシで止める。
なぞのタイガーマスク
激熱高校108年生。身体そのものにマスクを被っている小柄なヤンキー。自称リーダー。その体型は前作『ボボボーボ・ボーボボ』に登場する首領パッチを思わせるものがあり、作中でもチャゲチャにその事を指摘された。
若菜濃太郎（わかな こたろう）
激熱高校1年生。かつて中学六大ヤンキーの一人だった。暴走すると目の色が変わり、敵味方関係なく周囲にいる者に攻撃を仕掛ける。一度暴走し出すと止まらず、彼を止められるのは鷲尾のみである。
全開天ドラ次（ぜんかいてん どらじ）
激熱高校1年生。9歳の現役小学3年生だが、ずば抜けた実力を持ち、飛び級で激熱高校に入学した。他人と馴れ合うことを嫌い、自分こそが激熱高校No.1になることを目標としている。そのヤン気ー量は口先だけではなく相当のものだが、その扱い方をまったく知らないゆえに、制御しきれなくなることもある。ヤン必殺技は「オレ系」。己の感性とノリで繰り出すため、下手をすれば自分にダメージが返ってくることもある。
ロングホーン鬼沢
激熱高校1年生。ハート型の身体にバズーカが生えている、全てが謎に包まれているキャラクター。臆病な性格で争いごとをするのが嫌いである。頭のバズーカからはおしぼりを射出することが可能である。
黒澤ほうふくろう
激熱高校長。以前の読み切り「黒梟」にも登場した。生身で歩兵100人や戦闘機・軍艦を相手にした。

### 南冷砕雲館高校
暮東京一の勢力を誇るヤン校。
華部金玉郎（かぶ きんたまろう）
南冷砕雲館高校3年新総番。ヤンキーは勿論世界各国から支持されていて、総理も屈伏している。

### 財葉隗高校
南冷砕雲館高校と肩を並べるA級ヤン高。
剣トモコ（つるぎ トモコ）
財葉隗高校総番。

### 裏学斉明高校
南冷砕雲館高校と肩を並べるA級ヤン高。
ピヨッピー
裏学斉明高校総番。どう見てもただのヒヨコだが、華部すら臆するオーラを放っている。

### 下理羅高校
不良生徒200人を抱えるヤン校。人間川流しを実施していた。
森清オレオ（もりきよ オレオ）
下理羅高校3年総番。身体中をNASAによって改造されており、最早校舎と一体化している。口の中に大砲を仕込んでいたり無数のロボットアームを伸ばして攻撃する。焼き蕎麦が好物。チャゲチャのヤン必殺技で倒された。
目玉のおやっさん
下理羅高校の不良。顔が目玉である。メンチのプロで目玉からビームを発射する。チャゲチャの「悲しみの裏拳」で宇宙へ吹き飛ばされた。
ドラゴンニンジャ
下理羅高校の不良グループ。メンバー全員が「DN」とプリントされたジャケットを来ている。チャゲチャに巨大なウンコを投げつけられて倒された。

### 夏努雷高校
B級ヤン高の一つ。生徒全員の髪形が非常に長いリーゼントであることが特徴。
裏粕谷コウジ（うらかすや コウジ）
夏努雷高校3年生。狂犬の異名を持つ夏努雷高No.2。チャゲチャにブラジルまで飛ばされた。ヤン必殺技は回転しながら突進してパシリに行かせる「ローリング・パシリ」。

### 野菜高校
アフロが特徴のヤン高。
赤ピーマ健一（あかピーマ けんいち）
野菜高校2年生。身体が赤ピーマンで蔕の部分にリーゼントがある。裏粕谷コウジとタイマン勝負で敗れそうになるが、チャゲチャの乱入で難を逃れた。

### 地上げ山商業高校
B級ヤン高の一つ。
ストラッパー栗本（ストラッパーくりもと）
地上げ山商業3年生。地上げ山商No.2。日本からアメリカまで続くストラップの塊がポリシー。集めるのに10年間かかったらしい。チャゲチャにUFOキャッチャーに引き込まれて叩きのめされた。ヤン必殺技は指先から電撃を発する「手電銃（ハンドスタンガン）」。

### ハト山工業高校
下理羅高校によって壊滅させられた高校。
ハト山ポポ郎（ハトやま ポポろう）
ハト山工業高校3年総番。チャゲチャの親友。下理羅高校の爆竹攻撃で驚いて死亡、チャゲチャに埋葬された。

### 赤乱雲高校
リトルDJ・山内（りとるディージェイ・やまうち）
赤乱雲高校のヘッド。激熱高校との代表戦でチャゲチャ達と戦う。戦う前に拝啓や、敬具を使った丁寧な手紙をチャゲチャに送っている。ヤン必殺技は「チェーン系」。長いリーゼントを幾重にも分割して鎖で繋いでいる。
ジェラシー土田（ジェラシーつちだ）
河合ヒマワリによって倒される。
？
本作中で名前が明かされていない。顔が四角で、額に傷跡など、フランケンシュタインのような顔。ヤン必殺技はコーン系。
？
名前は不明。潜水服を着たヤンキー。ヤン必殺技は「水中系」。山内と協力してチャゲチャを追い詰める。
数合わせ
二人組。その名の通り数合わせ。異常に強い。

### その他
隊長
P-23部隊の隊長。暮東京上空に来た。
新人
P-23部隊の隊員。隊長と同じく、暮東京上空に来た。
ネコ
人面の変なネコ。何かを伝えようとしていた。
スイカ
人間川流しのときに一緒に流される。自力でビートバンを使い戻ってくる。
ドラえもん（?）
外見が似ているが、こちらは黒目が大きく、頭の部分にトゲがあり、ドラえもんが机の引き出しから出てきているのに対しタンスの中から出てきているのが決定的な違い。
小学3年生のチャゲチャに話しかけて、幻想世界でほのぼのとした学園コメディーを開始させようとしたが、幻であることを見破ったチャゲチャに鉄拳の一撃を受けて消滅した。
ウサギ
ロングホーン鬼沢と共にいるウサギ。弱肉強食の世界を受け入れ、ネガティブな発想しかできない。
木ノ下スズメ
ランク戦管理委員会。

## パロディ
- 2008年42号の1ページ目（カラーページ）に、『ボボボーボ・ボーボボ』に登場した「首領パッチ」と「田楽マン」がいた。
- 不良高校の勢力図の中に「鼻毛真拳高校」という高校が名前だけ登場している。
- 後ろ髪引かれ像を壊すと、首領パッチのような形になった。

## スタッフ

### 編集者
- 中路靖二郎 - 第1話（2008年9月13日）～最終話（2008年11月1日）[1]

## 単行本
- 全1巻 ISBN 978-4-08-874635-7 併録:「黒梟」

## エピソード一覧
- 不良1「チャゲチャ」
- 不良2「ヤン宿」
- 不良3「ヒマワリ」
- 不良4「激熱高」
- 不良5「ランク戦開始」
- 不良6「ルーキーズ」
- 不良7「地下バトル!!」
- 不良∞（最終回）「決着!ランク戦!!」